# Louis de La Porte de Louvigné
Pour les articles homonymes, voir La Porte.
Louis de La Porte de Louvigné, fils de Jean de La Porte et de Françoise Faverolles, mort en 1725, sieur de Louvigné, lieutenant en France et au Canada, capitaine dans les troupes de la marine, commandant de forts dans l’Ouest, enseigne de vaisseau, major de Trois-Rivières et de Québec, chevalier de Saint-Louis, commandant des pays d’en haut, gouverneur de Trois-Rivières, né vers 1662 soit à Paris, soit au Mans, mort dans un naufrage le 27 août 1725.

## Biographie
Il est membre d'une des riches et notables familles de Laval : la Famille de La Porte. 
En 1690, il est nommé Major pour le service du roi à Québec.
En 1691 il est nommé à la tête du fort Buade et de la mission Saint-Ignace, charge qu'il assumera jusqu'en 1694.
En 1695, il est nommé capitaine d'un détachement des troupes de Sa Majesté au Canada. Il avait envoyé en France un fils, mort âgé de six ans en 1690 à Laval. Une généalogie de la famille Perier le qualifie vice-roi du Canada.
En 1699, Sieur de Louvigny est nommé commandant du fort Frontenac (à l'embouchure du lac Ontario) et mis aux arrêts pour avoir pratiqué au cours de l'hiver de cette même année la traite de la fourrure, interdite par l'édit de 1696.
En 1716, Louis de La Porte de Louvigné est nommé lieutenant du roi à Québec. Il commande les troupes françaises lors de l'attaque victorieuse du camp des Amérindiens de la Nation des Renards situé au sommet d'un grand tumulus. Les Français surnommeront le lieu Butte des Morts.
Louis de la Porte de Louvigné, à sa naissance, signe tous ses actes en Nouvelle-France du nom de Louis de La Porte de Louvigny. Il est ainsi connu sous ce nom en Nouvelle-France et pas de Louvigné (Ref : acte de mariage 26-10-1684, baptême, 12-11-1688 et bien d'autres).
Il meurt en 1725 dans le naufrage de la flûte royale le Chameau au large de Louisbourg. François Le Verrier de Rousson lui succède comme lieutenant du roi à Québec.